# Pericoma denticulatistylata
Pericoma denticulatistylata är en tvåvingeart som beskrevs av Tokunaga och Kyoto 1956. Pericoma denticulatistylata ingår i släktet Pericoma och familjen fjärilsmyggor. Inga underarter finns listade i Catalogue of Life.